# Mainzer Verlagsarchiv
Das Mainzer Verlagsarchiv (MVA) wurde 2009 am Institut für Buchwissenschaft an der Johannes Gutenberg-Universität Mainz gegründet. Seit 2022 gehört es zur Abteilung „Archive und Sammlungen“ der Universitätsbibliothek Mainz. Das Archiv enthält den Nachlass mehrerer Verlage, die das kulturelle und geistige Leben in Deutschland nach dem Zweiten Weltkrieg prägten.

## Geschichte
Zunächst stellte der Rowohlt Verlag sein Archiv zur Verfügung. In Kooperation mit dem Deutschen Literaturarchiv Marbach (DLA) wurde das Rowohlt-Verlagsarchiv aufgeteilt: Entsprechend seiner Spezialisierung auf die deutschsprachige Literatur übernahm das DLA den Bereich Belletristik; nach Mainz gingen die Bereiche Sachbuch, Taschenbuch, Kinder- und Jugendbuch. Darunter sind Autorenkorrespondenzen, Herstellungs- und Marketingunterlagen, Schutzumschläge sowie Belegexemplare.
Sabine und Kurt Groenewold verkauften 2004 ihre drei Verlage Europäische Verlagsanstalt (EVA), Rotbuch und Syndikat. Um das Archivmaterial von historischer Bedeutung zu bewahren, überließ das Ehepaar Groenewold seine Archive – inklusive zahlreicher einzigartiger Manuskripte – als Schenkung der Johannes-Gutenberg-Universität Mainz. Der Leiter des Instituts für Buchwissenschaft, Stephan Füssel, akquirierte die Stiftungen für Mainz. Teilbestände weiterer Verlage kamen in den folgenden Jahren hinzu: Eichborn Verlag 2021, Bibliographisches Institut & F. A. Brockhaus 2013, Faksimile Verlag 2015.

## Bestände
- Der Rowohlt Verlag hat als ältester deutscher Taschenbuchverlag auch eine der umfangreichsten Backlists unter den deutschen Publikumsverlagen. Das Rowohlt-Archiv lässt gut die Gliederung des Taschenbuchprogramms in zahlreiche Reihen (teilweise mit Unterreihen) erkennen. Besonders gut ist der Bereich Kinderbuch (Reihen rotfuchs und panther) dokumentiert, der im Rahmen einer Magister- und einer Doktorarbeit schon ausgiebig erforscht wurde. Bereits ausführlich verzeichnet werden konnte der große Bestand an Coverentwürfen, der einen guten Einblick in die Bedeutung der Cover als Schnittstelle von Lektorat, Herstellung und Marketing bietet.
- Die Europäische Verlagsanstalt (EVA) war 1946 in Hamburg als erster in den drei Westzonen entstandener sozialistischer Verlag gegründet worden. Ein besonderer Schatz im Archiv der EVA (wie auch bei Rotbuch) ist der umfangreiche Bestand an Manuskripten bzw. Typoskripten und die vollständig überlieferten Materialien aus der Marketingabteilung seit der Übernahme durch Sabine Groenewold. Markenbildung, Entwicklung einer neuen Corporate Identity und schließlich die Gründung einer Dachmarke für die Groenewold Verlage sind hier dokumentiert.
- Der 1973 in Berlin gegründete Rotbuch Verlag hatte als kollektiv geführter Verlag eine Sonderstellung in Deutschland. Besonders interessant sind im Rotbucharchiv die zahlreichen Protokolle, Grundsatzpapiere, Pressetexte und sonstigen Unterlagen, die die Funktion und Entwicklung der kollektiven Arbeitsweise über 20 Jahre dokumentieren. Die Zusammenarbeit mit osteuropäischen Autoren wie Carmen-Francesca Banciu, Miklós Haraszti oder György Dalos lässt sich in Manuskripten und Korrespondenz erforschen. Eine Sonderstellung kommt hier der Autorin Herta Müller zu: Die lektorierten Manuskripte[3] und die zahlreichen Briefe und Postkarten zeigen die enge Arbeitsbeziehung, aber auch die privaten Kontakte der Verlagsmitarbeiter und wie sie die spätere Nobelpreisträgerin schon in ihrer Zeit in Rumänien, bei und nach der Ausreise nach Deutschland unterstützten.[4]
- Der Syndikat Verlag wurde 1976 in Frankfurt am Main gegründet, war gleichzeitig ein Autorenverlag und eine Buchgesellschaft. Im Gegensatz zu den Archiven von Rotbuch und EVA, die in vielen Bereichen eine lückenlose Dokumentation der Verlagsabläufe bieten und sie damit für die Forschung so kostbar machen, konnte von Syndikat nur ein Teilarchiv übernommen werden, da sich der Rest noch in Privatbesitz befindet. Es lässt jedoch zu den Fragen der Autorenbeteiligung und dem Doppelcharakter Verlag/Buchgesellschaft bereits interessante Rückschlüsse zu.
- Zusätzlich zu diesen Hauptbeständen werden kleinere Bestände der Verlag Brockhaus / Bibliographisches Institut, Eichborn und Faksimile-Verlag betreut.

## Aktivitäten
In den Räumen und mit den Beständen des Archivs finden zahlreiche Lehrveranstaltungen statt: In Seminaren beschäftigen sich die Studierenden anhand der Archivalien mit Verlagsgeschichtsforschung. Als Ergänzung konnten mehrfach ehemalige Mitarbeiter und Autoren der beteiligten Verlage als Gäste und Zeitzeugen gewonnen werden. Noch stärker ist der Praxisbezug in den Übungen, die beispielsweise von den Verlegern Rainer Weiss und Sabine Groenewold im Archiv angeboten werden, und in den Archivkundeübungen. Hier können sich die Studierenden intensiv aus archivalischer Sicht mit einzelnen Konvoluten beschäftigen und gestalten regelmäßig Ausstellungen des Archivs mit Verlagsunterlagen, beispielsweise im Institut auf dem Campus zur Rowohlt-Reihe „Anders Reisen“ (2012).
Aus den Lehrveranstaltungen heraus ergeben sich Themen für Abschlussarbeiten auf allen Ebenen: Es entstanden bereits mehrere Bachelor- und Magisterarbeiten sowie Dissertationen, bisher vor allem zu den Verlagen Rowohlt und Rotbuch; Arbeiten zu Syndikat und EVA sind im Entstehen (Stand: 2013). Gefördert werden diese Arbeiten durch die Vergabe des Dr.-Sabine-Groenewold-Stipendiums, das durch eine Spende des Ehepaars Groenewold möglich wurde. Die Tatsache, dass neben dem Verlegerehepaar auch andere ehemalige Verlagsmitarbeiter als Zeitzeugen zur Verfügung stehen, hilft dem Mainzer Institut für Buchwissenschaft zudem, sein zentrales Projekt einer Geschichte des Buchhandels der Bundesrepublik Deutschland zu bewerkstelligen.
Das Mainzer Verlagsarchiv wird nicht nur für die Forschung von Mitarbeitern und Studierenden der Buchwissenschaft genutzt: Immer wieder wenden sich Wissenschaftler anderer Universitäten, aber auch ehemalige Mitarbeiter und Autoren der vertretenen Verlage mit Rechercheanfragen an das Archiv. Auch Kulturinstitutionen und Autoren nutzen das Bild- und Textmaterial des Archivs für Editionen, Ausstellungen und Filme.
Das Archiv präsentiert sich auf Veranstaltungen wie dem „Tag der Sammlungen“ der Johannes Gutenberg-Universität Mainz, dem Wissenschaftsmarkt und dem Stiftertag der Universität Mainz. 2011 wurde das jährliche buchwissenschaftliche Kolloquium des Mainzer Buchwissenschaft mit starker Beteiligung des Mainzer Verlagsarchivs dem Thema „Ungeöffnete Königsgräber. Chancen und Nutzen von Verlagsarchiven“ gewidmet. Die Beiträge sowie weitere Forschungen zum Mainzer Verlagsarchiv gingen in den Band 24 der Reihe „Mainzer Studien zur Buchwissenschaft“ (Harrassowitz, Wiesbaden 2013) ein.
Das Mainzer Verlagsarchiv tauscht sich regelmäßig mit verwandten Institutionen auf den Arbeitstagungen der KOOP-LITERA international aus und arbeitet mit Kalliope, dem Portal für Nachlässe und Autographen in Deutschland zusammen.